# Малая авиация
Малая авиация — просторечное название авиации использующей летательные аппараты малого класса (самолёты, вертолёты, БПЛА), в сегменте авиационных работ (для перевозки людей и грузов, распыления удобрений, тушения лесных пожаров и тому подобного). 
В настоящее время термин «малая авиация» в российском законодательстве не применяется, но многие используют данное словосочетание в литературе и средствах массовой коммуникации. Вместе с тем, 23 ноября 2022 года Советом Государственной Думы ФС России принято решение об образовании межфракционной рабочей группы по развитию малой авиации (далее – МРГ), что определило перспективы применение именно этого термина в правовом поле. МРГ образована в целях возрождение малой авиации как доступного, надёжного и безопасного вида общественного транспорта. Для достижения цели планируется закрепление термина «малая авиация» в Воздушном Кодексе России, а также разработка специального регулирования малой авиации. Выбор термина «малая авиация» был обусловлен исторически сложившимся и общепринятым разделением гражданской авиации на «малую» и «большую», а также законодательным разделением российского предпринимательства (бизнеса) на малый, средний и большой. В качестве базового варианта определения термина «малая авиация» рассматривается «гражданская авиация, используемая для осуществления коммерческих воздушных перевозок и выполнения авиационных работ на лёгких воздушных судах, в том числе пилотируемых и беспилотных». Таким образом из-под действия нового регулирования исключается авиация общего назначения (АОН).

## В СССР
Малая авиация в СССР зародилась в 1950-е годы, по мере развития авиастроения и деления самолётов по типам, в том числе и на малые воздушные суда. Вся малая авиация в СССР была государственной. Частным лицам самолеты не продавались до конца 1980-х. Наибольшее распространение в малой авиации Союза получил самый массовый советский народнохозяйственный самолёт Ан-2. Кроме него в качестве санитарных, аэротакси, служебных, почтовых и иных использовались малые самолёты типа Як-12, Aero Ae-145, Let L-200 Morava, легкие вертолёты Ми-1, Ми-2, Ка-18 и Ка-26. Самым главным оператором малой авиации СССР являлся ГВФ "Аэрофлот". Его парк авиатехники использовался для сельскохозяйственных работ, контроля лесных пожаров, перевозки почты, воздушного патрулирования милицией и ГАИ, перевозки пассажиров и грузов. В начале 1960-х зародилось и авиационное такси. Впрочем, в СССР оно просуществовало недолго, около 10 лет. К началу 1970-х в малой авиации стали использоваться в основном вертолёты и самолёты Ан-2. Это объяснялось их универсальностью, нетребовательностью к взлетно-посадочным полосам, способностью нести грузы в том числе и на внешней подвеске. Таким образом малые самолёты к тому времени стали использоваться больше аэроклубами ДОСААФ и учебно-летными училищами. В 1970-е годы возникла потребность в пассажирском самолёте для линий малой протяженности (местных) и вместимостью не более 20 пассажиров. Несмотря на то, что такой самолёт был разработан в ОКБ Бериева, вместо него закупались чехословацкие машины Let L-410.

## Текущее состояние малой авиации
По состоянию на конец 2022 года в опубликованном на сайте Росавиации Перечне эксплуатантов, имеющих сертификат эксплуатанта для осуществления коммерческих воздушных перевозок, содержатся сведения о 15 эксплуатантах, эксплуатирующих 59 лёгких воздушных судов (44 самолёта Ан-2/ТВС-2МС, 6 самолётов Cessna 208B, 6 самолётов DHC-6 Series 400 Twin Otter, и др.). Перевезти таким парком воздушных судом теоретически можно не более 430 000 пассажиров в год.
Для сравнения, в США сегодня действует более 2 000 операторов, сертифицированных по нормам малой коммерческой авиации 14 CFR Part 135 Air Carrier and Operator Certification, которые эксплуатируют 15 644 легких воздушных судна .
В относительных величинах размер российской малой авиации составляет не более 0,39% от пассажиропотока всей российской гражданской авиации, и 0,37% от количества легких воздушных судов, эксплуатируемых в коммерческих перевозках в США.
Вместе с тем, в сегменте авиационных работ присутствует значимое количество эксплуатантов, имеющих в своем парке легкие воздушные суда. Количественно оценить рынок авиаработ не представляется возможным в связи с отсутствием на сайте Росавиации статистики производственной деятельности эксплуатантов авиаработ.

## Административные барьеры в малой авиации
Избыточное регулирование и неадекватное правоприменение присутствует во всех сферах деятельности малой авиации и формируют непреодолимые административные барьеры, которые полностью исключают возможность обеспечения рентабельности производственной деятельности и ставят любого субъекта отрасли в полную зависимость от государственных субсидий и иных форм бюджетного финансирования.

### Эксплуатанты
Впервые запретительные условия сертификации для коммерческих эксплуатантов легких воздушных судов появились в Приказе Федеральной авиационной службы России от 30 декабря 1998 г. N 375 "Об утверждении Федеральных авиационных правил обязательной сертификации, инспектирования и контроля деятельности эксплуатантов в Российской Федерации". Требования были едиными для всех категорий эксплуатантов и ориентированы на условия деятельности авиакомпаний «большой авиации». Для субъектов малой авиации установленные требования оказались неисполнимыми по экономическим и организационным причинам.

В качестве примера можно привести требование ФАП-375 к штатной структуре эксплуатанта:
2.2.3. При проведении работ по сертификации Органом по сертификации и / или региональным органом по сертификации рассматривается соответствие установленным квалификационным требованиям кандидатов на следующие или равнозначные им должности:
- руководитель;
- заместитель руководителя по организации летной работы;
- руководитель, отвечающий за организацию и обеспечение полетов;
- заместитель руководителя по инженерно - авиационному обеспечению;
- заместитель руководителя по качеству;
- главный пилот, командир летного отряда;
- главный штурман авиакомпании (ответственный за организацию аэронавигационного обеспечения);
- заместитель руководителя по обеспечению безопасности полетов (начальник инспекции);
- заместитель руководителя по обеспечению авиационной безопасности;
- начальник учебно - тренировочного центра (если авиакомпания располагает собственным учебно - тренировочным центром).

В последующих версиях ФАПа требования к количеству директоров были сокращены до 7, но за счет коммерческой эксплуатации даже 10 легких воздушных судов невозможно обеспечить оплату труда ни 9, ни 7 директоров, да и не в каждом населенном пункте, где требуются услуги малой авиации, возможно нанять столько директоров требуемой квалификации.
Впервые про упрощения сертификационных требований ФАП-246 к субъектам малой авиации Минтранс России публично заговорил лишь в 2020 году. В апреле 2021 года поправки в ФАП-246 были публично представлены на круглом столе в Совете Федерации и одновременно Минтранс России начал процедуру оценки регулирующего воздействия (ОРВ) новой редакции ФАП, которая успешно завершилась в декабре 2021 года. Однако в новом Приказе Минтранса России от 12.01.2022 №10 (ФАП-10) обещанных ранее и согласованных на ОРВ упрощений требований к малой авиации не оказалось.

### Пилоты
Для осуществления коммерческих воздушных перевозок даже на легких воздушных судах требуются коммерческие пилоты. Однако вся система подготовки коммерческих пилотов в России искусственно монополизирована Росавиацией в рамках двух государственных ВУЗов (СПбГУ ГА и УИГА), где стать коммерческим пилотом можно за 3 или 5 лет вместо стандартных для мировой авиации 10 месяцев.
Негативно влияет и тот факт, что в соответствии с Постановлением Правительства РФ от 17.02.2022 №193 при проведении проверки кандидатов в пилоты Росавиация не проверяет их практические навыки, ограничиваясь лишь проведением проверки теоретических знаний. Проверку практических навыков проводят инструкторы тех же учебных заведений, где проводилось обучение, при этом процесс проведения проверки Росавиацией никак не регламентирован и не контролируется. Это порождает очевидный конфликт интересов и размывает ответственность за квалификацию обладателей свидетельств коммерческих пилотов.
Эксплуатанты из «большой авиации» и авиаработ отмечают крайне низкое качество подготовки выпускников госВУЗов и их неготовность к самостоятельной работе, что вынуждает отправлять молодых пилотов на переучивание в частные и иностранные АУЦ, или доучивать их в кресле второго пилота больших воздушных судов с пассажирами на борту  .
В малой авиации возможности переучивания отсутствуют. Коммерческий пилот должен сразу после аттестации иметь квалификацию достаточную для самостоятельной безопасной перевозки пассажиров на легком воздушном судне. Но существующая в России система подготовки коммерческих пилотов не соответствует требованиям малой авиации и не способна обеспечить отрасль требуемым количеством квалифицированных пилотов.

### Воздушные суда
В России сохранилась достаточно хорошая авиаконструкторская школа и технологическая база, позволяющая разрабатывать и производить, единично или мелкосерийно, заметное количество легких воздушных судов .
Однако подавляющее большинство производимых воздушных судов не имеют российского сертификата типа, полученного по правилам АП-21 и соответствующих норм летной годности, что является обязательным условием для использования воздушного судна в коммерческих перевозках.
Основной причиной этого является отсутствие регламентации содержания, сроков и стоимости государственной услуги по сертификации авиационной техники, в том числе услуг привлекаемых Росавиацией частных сертификационных центров и испытательных лабораторий (ст.8.2 ВзК РФ). Утвержденный приказом Минтранса России от 20.05.2022 №189 предельный размер платы за услугу по сертификации носит мало того, что рекомендательный характер, но и устанавливает лишь размер платы В ГОД, не ограничивая количество лет.
Не представляется возможным заблаговременно оценить затраты на сертификацию типа воздушного судна для расчета сметы инвестиционного проекта, что полностью лишает отрасль инвестиционной привлекательности.
Еще одной критической проблемой отрасли является отсутствие в России производства, а сейчас и импорта поршневых авиационных двигателей. Производство старых советских двигателей АШ-62 и АИ-14 было прекращено еще в 90-е годы. А профильные госпрограммы Минпромторга по разработке линейки новых современных АПД не дали никакого практического результата и не привели к серийному выпуску авиационных моторов. Все существующие меры поддержки частных разработчиков авиадвигателей имеют или недостаточный объем финансирования, или запретительные условия использования.
Приобретение современной авиационной техники иностранного производства для малой авиации представляется маловероятным в силу крайне жестких внешних санкций.

### Аэродромы
Развитию и сохранению российской аэродромной сети активно препятствуют избыточные требования к операторам аэродромов и требования транспортной безопасности, а также высокая налоговая нагрузка на категорию «земель транспорта», что в комплексе исключает возможность обеспечить рентабельность деятельности малых аэродромов и аэропортов в рыночных условиях, без значимых государственных или корпоративных субсидий .
Аэродромы массово переводятся в категорию посадочных площадок, что в свою очередь привлекает внимание регулятора и приводит к повышению административного беремени и для этой категории объектов .

## Предлагаемые законодательные решения
В целях снятия избыточных административных барьеров, препятствующих существованию в стране малой авиации, возможны следующие решения:
1. Упрощение сертификационных и иных требований к субъектам малой авиации на уровне подзаконных актов (постановлений Правительства, приказов Минтранса и Росавиации);
2. Дерегулирование деятельности субъектов малой авиации;
3. Саморегулирование малой авиации.

Упрощение требований подзаконных актов не представляется возможным на практике. На совместном заседании Комиссии при Президенте РФ по АОН и ГЛОНАСС и Комиссии Госсовета РФ по направлению «Транспорт» 11 октября 2022 г. под председательством помощника Президента РФ И.Е.Левитина по вопросу развития малой авиации и АОН было отмечено, что «позиционируемая регулятором либерализация нормативно-правовых актов на практике не работает должным образом, так как под предлогом борьбы за безопасность полетов реализуется запретительный подход».
Дерегулирование отрасли вероятнее всего приведет к состоянию, аналогичному состоянию отрасли легкового такси, характеризуемым олигополизацией отрасли несколькими крупными агрегаторами и их безответственностью перед потребителями и субъектами рынка, массовым замещением национальных кадров трудовыми мигрантами и нарушением ими норм трудовой деятельности, крайне высоким уровнем аварийности и массовым нежеланием страховых компаний заключать договора ОСАГО с субъектами отрасли даже по тарифу, в 8-10 раз выше общегражданского тарифа.
Разумным компромиссом представляется применение государственных механизмов добровольного саморегулирования отрасли в соответствии с Федеральным законом от 01.12.2007 №315-ФЗ «О саморегулируемых организациях». Саморегулирование отлично зарекомендовало себя в сопоставимой по рискам строительной отрасли, где практически полностью отсутствует аварийность построенных зданий, несмотря на применение труда все тех же трудовых мигрантов, которые создают сверхвысокую аварийность в почти дерегулированной сфере легкового такси.
Саморегулирование отличается коллективной формой материальной ответственности членов СРО за любой ущерб, причиненный любым членом СРО. В этих целях в СРО формируется компенсационный фонд, средства которого могут расходоваться только на выплаты за ущерб, а затем фонд должен пополняться новыми взносами всех членов СРО. К членам таких СРО не будут применяться содержащие избыточные требования статьи Воздушного Кодекса РФ и ФАПы.
Коллективная форма ответственности заставляет СРО применять оптимальный регуляторный баланс, который с одной стороны минимизирует уровень аварийности и связанный с этим объем выплат, а с другой позволяет обеспечить рентабельность деятельности. Свободная конкуренция СРО между собой приведет к банкротству организаций с неправильным регуляторным балансом. Субъекты рынка, объединенные в СРО, буду способны противостоять любым попыткам монополизации и избыточного регулирования отрасли .
В настоящее время прорабатывается возможность апробации механизмов саморегулирования отрасли в формате экспериментального правового режима.

## Отраслевое представительство малой авиации
Наиболее активно интересы малой авиации представляют Ассоциация малых авиационных предприятий (Ассоциация МалАП)  и Ассоциация Авиаработ.
Ассоциация МалАП с момента своего учреждения ведет активную общественную и законотворческую деятельность, направленную на снятие административных барьеров и возрождение малой авиации как вида общественного транспорта с высоким уровнем доступности услуг и безопасности полетов. С 2019 года Ассоциации удалось провести в Госдуме 3 круглых стола, направить на рассмотрение 2 законопроекта, добиться от Минтранса и Росавиации признания проблем малой авиации, привлечь внимание Президента РФ к проблемам малой авиации. По инициативе Ассоциации в Государственной Думе ФС РФ образована межфракционная рабочая группа по развитию малой авиации под руководством зампреда Госдумы С.И.Неверова. В настоящее время Ассоциация разрабатывает новый законопроект о добровольном саморегулировании отрасли.
Ассоциация Авиаработ представляет интересы существующих сертифицированных эксплуатантов авиаработ и обеспечивает их взаимодействие с органами исполнительно и законодательной власти по вопросам действующего законодательства и правоприменения.